# Jeffrey Steenson
Pour les articles homonymes, voir Steenson.
Jeffrey Steenson (né le 1er avril 1952, à Fort Rucker, Alabama) est un ecclésiastique américain qui a exercé la charge d'évêque du diocèse de Rio Grande au sein de l'Église épiscopalienne des États-Unis avant de se convertir au catholicisme en 2007. Il est alors ordonné prêtre pour l'archidiocèse catholique de Santa Fe, avant d'être nommé, le 1er janvier 2012, à la tête de l'ordinariat personnel de la chaire de Saint-Pierre, structure assimilée à un diocèse, destinée à accueillir des groupes d'anglicans convertis au catholicisme.

## Ministère dans l'Église épiscopalienne

### Formation et début du ministère
Jeffrey Steenson est un spécialiste de la patristique. Il soutient en 1983 à l'université d'Oxford une thèse intitulée Basile d'Ancyre et l'évolution de l'orthodoxie nicéenne.
Après son ordination, Steenson occupe le poste de recteur (équivalent du curé) successivement pour l'église de tous les Saints de Wynnewood, l'église du Bon Pasteur de Rosemont (toutes les deux en Pennsylvanie), et l'église Saint-André de Fort Worth. Il occupe pendant cinq ans un poste de chanoine au service du diocèse de Rio Grande et de l'évêque Terence Kelshaw.

### Épiscopat
Il est nommé évêque coadjuteur de l'évêque Kelshaw en octobre 2004 avant de lui succéder en août 2005 ; il avait été consacré entre-temps, en janvier 2005, le millième au sein de l'Église épiscopalienne des États-Unis. Son prédécesseur, un anglican évangélique conservateur, s'était largement opposé à la direction suivie par l'Église épiscopalienne, notamment lors du sacre d'un évêque ouvertement homosexuel, Gene Robinson. Terence Kelshaw quittera finalement l'Église épiscopalienne pour l'Église anglicane d'Ouganda. À l'avènement de Jeffrey Steenson, le diocèse de Rio Grande est considéré comme un des bastions des anglicans traditionnels. Le nouvel évêque, quoique théologiquement conservateur, est considéré comme plus diplomate que son prédécesseur.
Jeffrey Steenson ne reste cependant que peu de temps à la tête du diocèse de Rio Grande. De tendance anglo-catholique, il est lui aussi très affecté par l'évolution de son église. En septembre 2007, il annonce sa décision de démissionner de son poste d'évêque à compter du 1er décembre suivant. 

### Les causes de la conversion
Décrivant ultérieurement la raison principale de son départ de l'Église épiscopalienne, il invoquera l'incompatibilité entre les prétentions de cette dernière à la catholicité d'une part et à l'autonomie doctrinale d'autre part. L'introduction unilatérale de nouveautés doctrinales (notamment en ce qui concerne l'ordination des femmes, ou la doctrine sur l'homosexualité) constituent plus pour lui un révélateur de cette incompatibilité qu'une cause de rupture per se. Jeffrey Steenson considère enfin que la raison d'être de l'anglicanisme parmi les églises de la Réforme est précisément une dynamique interne orientée vers l'unité catholique. Il décrit ainsi son propre itinéraire :
« Depuis l'époque du séminaire, je pense que je savais au fond de mon cœur où ma demeure spirituelle devait finalement se trouver. Je croyais fermement ce qu'enseigne l'Église catholique, et que le minimalisme prisé par la tradition théologique anglicane devait être dépassé. Je croyais qu'il serait possible de tenir cette foi au cours de mon ministère dans l'Église épiscopalienne et de contribuer à la réconciliation de nos églises. J'étais fier d'être un anglican, avec l'ordre ecclésial historique, la grande culture, une communion aux dimensions du monde, un souffle pastoral, et un cœur patristique. Mais j'ai été pris totalement au dépourvu par la magnitude des changements qui allaient venir [...]. Il est maintenant douloureusement clair que ces changements ne seront pas révoqués. »

## Ministère au sein de l'Église catholique

### Conversion et nouvelle ordination
Jeffrey Steenson est reçu au sein de l'Église catholique le 1er décembre 2007 par le cardinal Bernard Law dans la basilique Sainte-Marie-Majeure de Rome. Il entreprend au sein du collège pontifical nord-américain de Rome une formation pour être ordonné prêtre catholique (la validité des ordres anglicans n'étant pas reconnue par l'Église catholique).
Marié et père de trois enfants, il bénéficie de la dispense de célibat accordé aux prêtres convertis. Il demande également à entrer dans le champ de la provision pastorale permettant de conserver des rites de son église d'origine (l'usage anglican).
En décembre 2008, la cardinal Law lui confère l'ordination diaconale. Le 21 février suivant, il est ordonné prêtre par l'archevêque de Santa Fe Michael Sheehan et incardiné dans ce diocèse.

### Premiers ministères
En 2009-2011, Jeffrey Steenson enseigne à l'université de St Thomas et au séminaire Ste Marie, tous deux situés à  Houston.
À la fin 2011, il participe à l'élaboration d'un programme de formation pour les prêtres de l'Église épiscopalienne qui demandent à se convertir au catholicisme pour profiter de la formation prochaine d'un ordinariat. Ce programme fait la part belle aux domaines dans lesquels sont apparues historiquement les divergences théologiques entre catholiques et anglicans.
Le 1er janvier 2012, l'ordinariat personnel de la chaire de Saint-Pierre est érigé pour les anglicans convertis au catholicisme, sur le territoire dépendant de la juridiction de la conférence des évêques des États-Unis. Jeffrey Steenson en est nommé ordinaire. Étant marié, il ne peut recevoir l'ordination épiscopale ; il exerce cependant un rôle de juridiction équivalent à celui d'un évêque.

### À la tête d'un ordinariat pour les groupes d'anglicans convertis
L'installation de Jeffrey Steenson comme ordinaire se déroule le 12 février 2012 dans la co-cathédrale du Sacré-Cœur de Houston. Décrivant ses relations avec les communautés restées épiscopaliennes, Jeffrey Steenson indique : « nous n'essayons pas de scinder les congrégations ou de leur voler des brebis. Nous respectons l'intégrité de ces communautés... nous avons le désir de travailler ensemble à la construction de l'unité de l'Église ». Le jour de son installation, Jeffrey Steenson est élevé à la dignité de protonotaire apostolique.
Le pape François accepte sa démission le 24 novembre 2015. Lui succède alors Steven Lopes qui devient le premier évêque de l'ordinariat.